# (1019) Strackea
(1019) Strackea ist ein Asteroid des Hauptgürtels, der am 3. März 1924 vom deutschen Astronomen Karl Wilhelm Reinmuth in Heidelberg entdeckt wurde.
Der Asteroid wurde nach dem deutschen Astronomen Gustav Stracke benannt.
Die Umlaufbahn hat eine Große Halbachse von 1,9115 Astronomische Einheiten und eine Bahnexzentrizität von 0,0713. Damit bewegt er sich in einem Abstand von 1,7752 (Perihel) bis 2,0478 (Aphel) astronomischen Einheiten in 2,643 a um die Sonne. Die Bahn ist 26,976° gegen die Ekliptik geneigt.
Der Asteroid hat einen Durchmesser von 8,36 km und eine Albedo von 0,224. In ca. 3,832 h rotiert er um die eigene Achse.